# Aleksandr Samarin
Aleksandr Vladimirovič Samarin (in russo Александр Владимирович Самарин?; Mosca, 15 giugno 1998) è un pattinatore artistico su ghiaccio russo.

## Biografia
Samarin inizia a pattinare nel 2002. È dodicesimo ai campionati nazionali russi juniores del 2011, e a partire dalla stagione 2012-13 comincia a partecipare ai suoi primi eventi del Junior Grand Prix. Termina all'ottavo posto alla sua prima apparizione ai campionati nazionali russi senior, mentre si aggiudica la medaglia d'argento ai campionati juniores; conclude la stagione 2012-13 disputando a Milano i Mondiali juniores, dove si piazza all'ottavo posto.
Raggiunge l'apice della propria carriera juniores nel corso della stagione 2016-17, quando vince la medaglia d'argento nella Finale Grand Prix juniores, dietro il connazionale Dmitrij Aliev, e il bronzo ai Mondiali juniores di Taipei, completando il podio dietro Vincent Zhou e lo stesso Aliev. Samarin vince inoltre la sua prima medaglia ai campionati nazionali russi senior, arrivando secondo alle spalle di Michail Koljada, e colleziona la sua prima presenza ai campionati europei classificandosi ottavo ad Ostrava 2017.
Vince la medaglia d'argento agli Europei di Minsk 2019 realizzando il suo nuovo record personale di 269.84 punti, collocandosi alle spalle di Javier Fernández (271.59 punti) e davanti a Matteo Rizzo (247.08 punti), con un doppio secondo posto sia nel programma corto sia in quello libero. Due mesi più tardi disputa a Saitama i suoi primi campionati mondiali terminando al dodicesimo posto.

## Palmarès
| Campionati mondiali |     |   |    |     |     |    |    |    | 12º          |     |    |    |    |     |
| Campionati europei |     |   |    |     |     |    | 8º | 6º | 2º           | 10º |    |    |    |     |
| GP Finale |     |   |    |     |     |    |    |    |              | 4º  |    |    |    |     |
| GP Francia |     |   |    |     |     |    |    | 4º | 3º           | 2º  |    |    |    |     |
| GP NHK Trophy |     |   |    |     |     |    |    |    |              |     |    | 6° |    |     |
| GP Rostelecom Cup |     |   |    |     |     |    |    |    |              | 1º  | R  |    |    |     |
| GP Skate Canada |     |   |    |     |     |    |    | 3º | 4º           |     |    | 8° |    |     |
| CS Golden Spin |     |   |    |     | 8º  |    |    |    | 3º           |     |    |    |    |     |
| CS Ice Challenge |     |   |    |     | 2º  |    |    |    |              |     |    |    |    |     |
| CS Mordovian Ornament |     |   |    |     |     | 4º |    |    |              |     |    |    |    |     |
| CS Ondrej Nepela |     |   |    |     |     |    |    | 5º | 5º           | 4º  |    |    |    |     |
| CS Warsaw Cup |     |   |    |     |     | 1º |    |    |              |     |    |    |    |     |
| Budapest Trophy |     |   |    |     |     |    |    |    |              |     |    | 3º |    |     |
| Shanghai Trophy |     |   |    |     |     |    |    | 1º |              | 2º  |    |    |    |     |
| Sofia Trophy |     |   |    |     |     |    |    |    |              |     |    | R  |    |     |
| Volvo Open |     |   |    |     |     |    | 1º |    |              |     |    |    |    |     |
| Universiadi |     |   |    |     |     |    |    |    | 4º           |     |    |    |    |     |
| Internazionali: categoria Junior |     |   |    |     |     |    |    |    |              |     |    |    |    |     |
| Campionati mondiali |     |   | 8º |     | 11º | 4º | 3º |    |              |     |    |    |    |     |
| JGP Finale |     |   |    |     |     |    | 2º |    |              |     |    |    |    |     |
| JGP Bielorussia |     |   |    | 4º  |     |    |    |    |              |     |    |    |    |     |
| JGP Croazia |     |   |    |     |     | 1º |    |    |              |     |    |    |    |     |
| JGP Estonia |     |   |    |     |     |    | 1º |    |              |     |    |    |    |     |
| JGP Francia |     |   |    |     | 3º  |    |    |    |              |     |    |    |    |     |
| JGP Germania |     |   | 3º |     |     |    |    |    |              |     |    |    |    |     |
| JGP Repubblica Ceca |     |   |    |     | 2º  |    |    |    |              |     |    |    |    |     |
| JGP Russia |     |   |    |     |     |    | 1º |    |              |     |    |    |    |     |
| JGP Slovacchia |     |   |    |     |     | 4º |    |    |              |     |    |    |    |     |
| JGP Slovenia |     |   | 3º |     |     |    |    |    |              |     |    |    |    |     |
| Rostel. Crystal | 2º  |   |    |     |     |    |    |    |              |     |    |    |    |     |
| Nazionali |     |   |    |     |     |    |    |    |              |     |    |    |    |     |
| Campionati russi |     |   | 8º | 13º | 11º | 8º | 2º | 2º | 3º           | 3º  | 5° | 6° | 3º | 15° |
| Campionati russi juniores | 12º | R | 2º | 4º  | 2º  | 2º | R  |    |              |     |    |    |    |     |
| Eventi a squadre |     |   |    |     |     |    |    |    |              |     |    |    |    |     |
| World Team Trophy |     |   |    |     |     |    |    |    | 3º S (10º P) |     |    |    |    |     |
| CS = Challenger Series; GP = Grand Prix; JGP = Junior Grand Prix; R = ritirato; S = Risultato della squadra; P = Risultato personale |     |   |    |     |     |    |    |    |              |     |    |    |    |     |